# Sainte-Foy-d'Aigrefeuille
Sainte-Foy-d'Aigrefeuille là một xã ở tỉnh Haute-Garonne vùng Occitanie tây nam nước Pháp. Xã Sainte-Foy-d'Aigrefeuille nằm ở khu vực có độ cao trung bình 165 mét trên mực nước biển.